# Spelmanstävlingen i Hässleholm 1910

Deltagare vid spelmanstävlingen i Hässleholm 1910.

Spelmanstävlingen i Hässleholm 1910, var en spelmanstävling i Hässleholm år 1910.

## Historik
Till spelmanstävlingen i Hässleholm den 24 juni 1910 genomfördes på trängkårens exercishus. Domarna bestod av vice häradshövdingen Nils Andersson, direktören Axel Boberg och kantor S. J. Erman. Till spelmanstävlingen hade 56 deltagare anmält sig, varav 42 dök upp på tävlingsdagen från följande landskap: 26 från Skåne, 10 från Halland, 5 från Småland och 1 från Blekinge. Endast 6 deltagare var kvinnor.

De offentliga tävlingarna på Linnéängen.

På eftermiddagen höll de offentliga tävlingarna rum i Linnéängen vid Galgberget.